# Bjarne Sørensen
Carl Bjarne Sørensen (nascido em 23 de dezembro de 1954) é ex-ciclista dinamarquês, um dos atletas que representou a Dinamarca nos Jogos Olímpicos de Verão de 1976 e de 1980, obtendo o melhor desempenho em 1980 ao terminar em oitavo lugar na prova de estrada contrarrelógio (1000 km).